# Biblioteca Rector Gabriel Ferraté

La Biblioteca Rector Gabriel Ferraté (BRGF) es va inaugurar el 19 de desembre de 1996, fruit de la fusió de les biblioteques dels tres centres docents ubicats en el Campus Nord de la Universitat Politècnica de Catalunya: l'Escola Tècnica Superior d'Enginyers de Camins Canals i Ports de Barcelona (ETSECCPB), l'Escola Tècnica Superior d'Enginyeria de Telecomunicació de Barcelona (ETSETB) i la Facultat d'Informàtica de Barcelona (FIB). L'edifici rep el nom de qui va ser rector de la UPC, Gabriel Ferraté Pascual, i és una obra arquitectònica del bufet Artigues & Sanabria. Els usuaris potencials directes corresponents al Campus Nord de la UPC són aproximadament 7500 estudiants i 2700 professors, investigadors i personal d'administració i serveis.

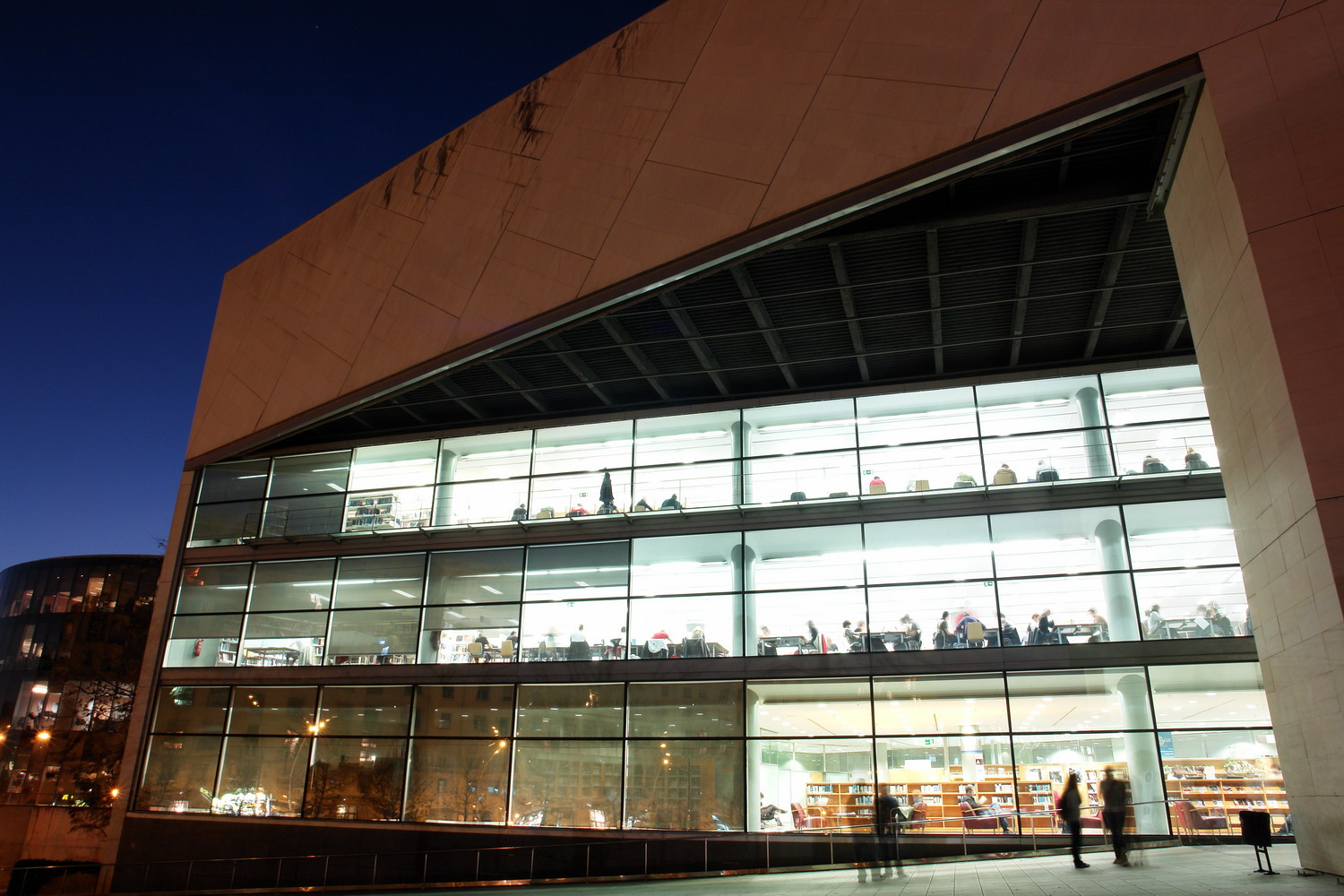
Vista nocturna de la biblioteca

Distribuïdes en més de 6300 m2 i 5 plantes, els usuaris de la BRGF disposen d'un total de 819 places dedicades a la lectura, la formació, l'estudi, la gestió de la informació, el foment de la cultura, les activitats col·laboratives, la socialització, les necessitats de la comunitat i/o l'esbarjo.
Les principals col·leccions de la BRGF es componen de més d'11000 llibres en paper, 30000 llibres electrònics, 3600 revistes en paper i 17000 revistes electròniques. La planta 0 acull col·leccions humanístiques relacionades amb la literatura, el jazz i el cinema. La planta 1 està dedicada a les col·leccions d'enginyeria civil i les ciències bàsiques (aquelles que s'imparteixen a les tres escoles del campus), la planta 2 a les TIC i la planta 3 conté els materials més especialitzats de la Biblioteca, dedicats més a la investigació que a la docència així com col·leccions especials, principalment la de ciència-ficció i la de poesia catalana.
La BRGF s'ha anat transformant contínuament al llarg de la seva existència per adequar-se millor a les necessitats canviants dels seus usuaris. En aquest sentit, la biblioteca tradicional, amb grans sales on les col·leccions de llibres i revistes convivien amb taules compartides, s'ha transformat en una oferta basada en la varietat dels espais, on les col·leccions ha deixat pas als usuaris, i on aquests poden gaudir de d'espais per al treball en grup o individualitzat, en silenci o amb soroll permès, amb equipaments tradicionals i també amb una gran quantitat de recursos tecnològics de suport a les seves activitats.
Conjuntament amb la resta de les biblioteques de la UPC, la BRGF ofereix serveis adaptats a les necessitats que plantejen els usuaris.
La BRGF té una marcada orientació orientació tecnològica. Aquest enfocament li ha permès desenvolupar serveis innovadors basats en les TIC i que actualment estan disponibles per als seus usuaris i els d'altres biblioteques. Destaquen entre aquells serveis els que s'han concebut per a l'ús des de dispositius mòbils (reserves de sales i equipaments, consulta i gestions en el catàleg bibliogràfic de la UPC, accés als continguts dels dipòsits institucionals de la UPC, ús de codis QR, i altres) que van merèixer un premi Library Innovation a la LIBER Annual Conference de l'any 2011.
Com a component del Servei de Biblioteques, Publicacions i Arxius de la UPC, la BRGF participa en les següents entitats i iniciatives de cooperació bibliotecària a nivell nacional, estatal i internacional: Consorci de Serveis Universitaris de Catalunya (CSUC), LABO, Rebiun, LIBER, DART-Europe, SPARC Europe i ORCID.
Els valors institucionals de la BRGF giren entorn els conceptes d'orientació a l'usuari, qualitat, aprenentatge constant, innovació, compromís institucional i sostenibilitat.